# Попова Ляда
Попо́ва Ля́да — деревня Ивовского сельсовета Липецкого района Липецкой области. Стоит на той же пересохшей речке, что и центр поселения село Ивово.
Расположена в 2 км к северо-западу от станции Патриаршая. Попова Ляда — самый западный населенный пункт Липецкого района.
Слово ляда означает пустошь, заросль, покинутая и заросшая лесом, запущенные заросли (по Далю). Деревня поселена на земле, ранее принадлежавшей попу.

## История
Образован как хутор в 1920 году. Позднее селение стало называться деревней. По переписи 1926 г. в ней было 34 двора и 167 жителей. В начале 1932 г. здесь проживаю 209 человек. На 1 января 2001 г. — 12 хозяйств и 13 жителей. Входила в Нижнестуденецкую волость Липецкого уезда Тамбовской губернии, а с образованием районов — в Студенецкий (Водопьяновский, Донской) район.

## Население
| 2010 | 2012 |
| ---- | ---- |
| 20   | ↗23  |